# Oslo Børs

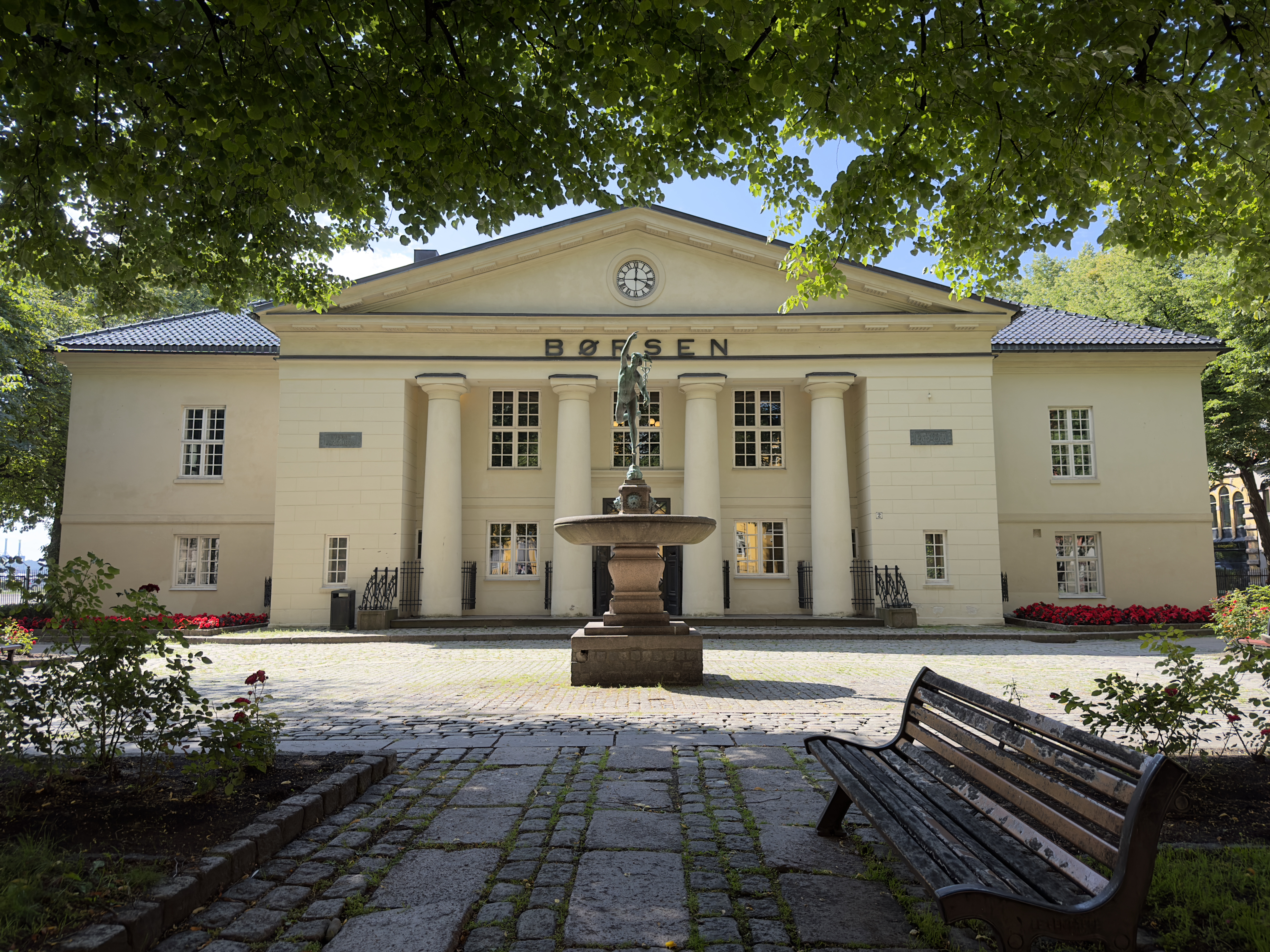
Oslo Børs sett från norr.

Oslo Børs ASA är Norges enda officiella marknadsplats för aktier och andra värdepapper.  

## Historik
Oslo Børs grundades genom en börslag i september 1818 och värdepappershandeln började i april 1819.
År 1881 blev Oslo Børs en fondbörs, det vill säga att värdepapper togs upp till notering. Den första kursnoteringen omfattade 16 obligationsserier och 27 aktieslag, bland andra Norges Bank.
Oslo Børs var den först norska börsen och följdes av lokala börser i Trondheim (1819), Bergen (1837), Kristiansand (1837), Drammen (1839), Stavanger (1878), Kristiansund (1894), Skien (1895), Ålesund (1905), Sandefjord (1912), Haugesund (1914) och Fredrikstad (1921). Oslo Børs vare dock hela tiden huvudmarknaden för aktier och obligationer. De lokala börserna hade valutanoteringar och varuhandel men också viss fondbörsverksamhet. Efter första världskriget blev Oslo Børs den enda norska börsen som hade väsentlig storlek i aktiehandel. 
Oslo Børs privatiserades 2001 och ägs sedan 2007 av Oslo Børs VPS Holding ASA.

## Byggnaden

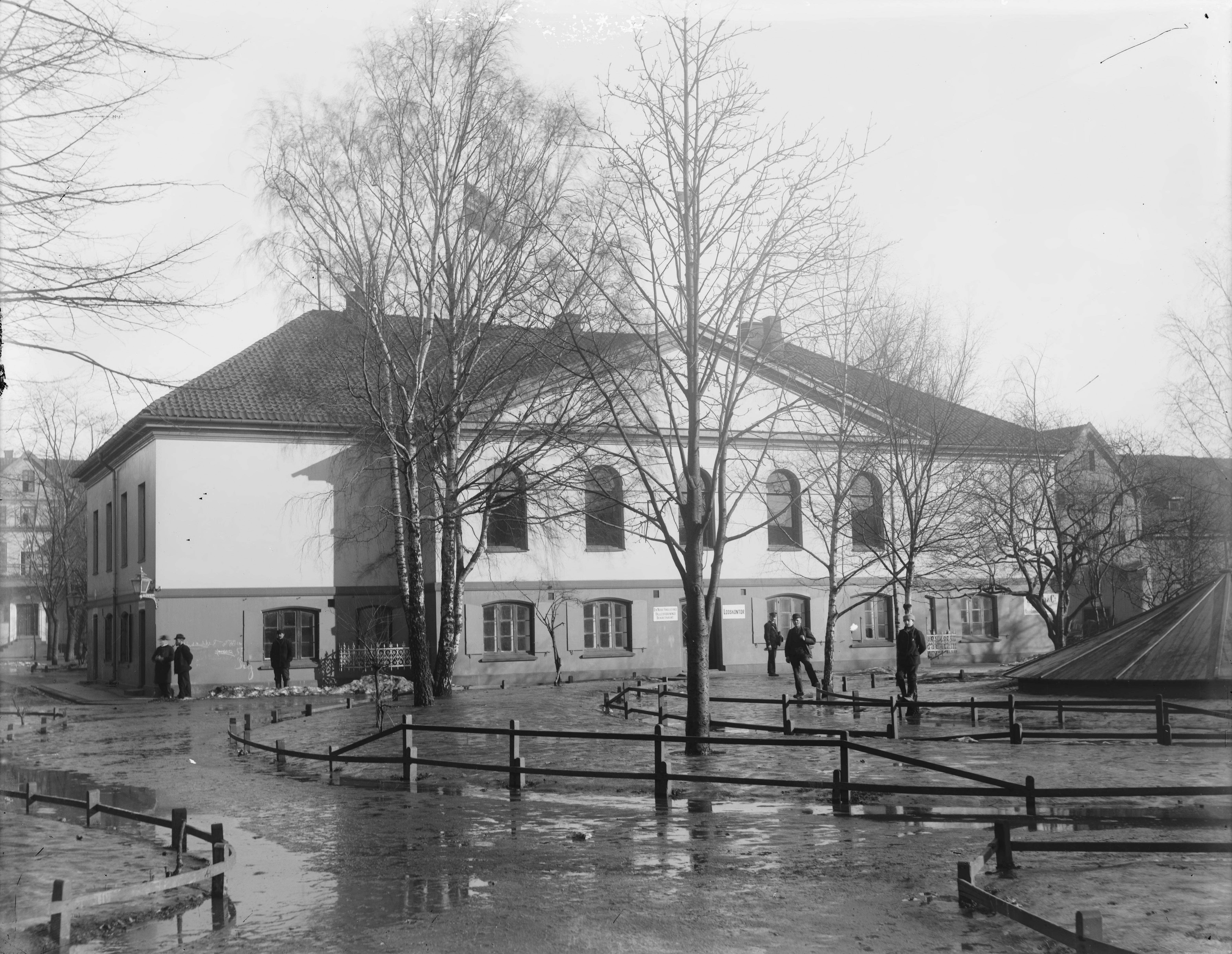
Oslo Børs före ombyggnad 1909–1911.

Oslo Børs byggnad på Tollbugata 2 uppförses 1827–1829 efter ritningar av Christian Heinrich Grosch. Den ursprungliga byggnaden utgör en tredjedel av den nuvarande. Den var i en våning, vilken låg på en hög källarvåning. Fasaden mot Tollbugata domineres av en bred bård av fyra doriska pelare. 
Mellan 1909 och 1911 utvidgades börshuset på basis av ritningar av Carl Michalsen (1869–1940) med flyglar.
Eftersom all handel på Oslo Børs numera sker elektroniskt, används byggnaden idag inte för fysisk handel utan endast som kontorshus.